# Lynn Roethke
Lynn Joyce Roethke (West Bend, 22 de junio de 1961) es una deportista estadounidense que compitió en judo.
Ganó una medalla de plata en el Campeonato Mundial de Judo de 1987, y una medalla de bronce en el Campeonato Panamericano de Judo de 1990. En los Juegos Panamericanos consiguió dos medallas en los años 1987 y 1991.

## Palmarés internacional
| Campeonato Mundial      | Campeonato Mundial            | Campeonato Mundial | Campeonato Mundial |
| Año                     | Lugar                         | Medalla            | Categoría          |
| ----------------------- | ----------------------------- | ------------------ | ------------------ |
| 1987                    | Essen (RFA)                   | Medalla de plata   | –61 kg             |
| Juegos Panamericanos    |                               |                    |                    |
| Año                     | Lugar                         | Medalla            | Categoría          |
| 1987                    | Indianápolis (Estados Unidos) | Medalla de oro     | –61 kg             |
| 1991                    | La Habana (Cuba)              | Medalla de plata   | –61 kg             |
| Campeonato Panamericano |                               |                    |                    |
| Año                     | Lugar                         | Medalla            | Categoría          |
| 1990                    | Caracas (Venezuela)           | Medalla de bronce  | –61 kg             |